# Gran Premi dels Estats Units del 1967
Resultats del Gran Premi dels Estats Units de Fórmula 1 de la temporada 1967, disputat al circuit de Watkins Glen l'1 d'octubre del 1967.

## Resultats de la cursa
| Pos | No | Pilot                | Equip             | Voltes | Temps/ Retir.    | Pos. de sort. | Punts |
| --- | -- | -------------------- | ----------------- | ------ | ---------------- | ------------- | ----- |
| 1   | 5  | Jim Clark            | Lotus - Ford      | 108    | 2h 03' 13. 2     | 2             | 9     |
| 2   | 6  | Graham Hill          | Lotus - Ford      | 108    | + 6.3 s          | 1             | 6     |
| 3   | 2  | Denny Hulme          | Brabham - Repco   | 107    | + 1 Volta        | 6             | 4     |
| 4   | 15 | Jo Siffert           | Cooper - Maserati | 106    | + 2 Voltes       | 12            | 3     |
| 5   | 1  | Jack Brabham         | Brabham - Repco   | 104    | + 4 Voltes       | 5             | 2     |
| 6   | 16 | Jo Bonnier           | Cooper - Maserati | 101    | + 7 Voltes       | 15            | 1     |
| 7   | 22 | Jean-Pierre Beltoise | Matra - Ford      | 101    | + 7 Voltes       | 18            |       |
| Ret | 3  | John Surtees         | Honda             | 96     | Alternador       | 11            |       |
| Ret | 9  | Chris Amon           | Ferrari           | 95     | Motor            | 4             |       |
| Ret | 7  | Jackie Stewart       | BRM               | 72     | Injecció         | 10            |       |
| Ret | 21 | Jacky Ickx           | Cooper - Maserati | 45     | Sobreescalfament | 16            |       |
| Ret | 19 | Guy Ligier           | Brabham - Repco   | 43     | Motor            | 17            |       |
| Ret | 17 | Chris Irwin          | BRM               | 41     | Motor            | 14            |       |
| Ret | 8  | Mike Spence          | BRM               | 35     | Motor            | 13            |       |
| Ret | 4  | Jochen Rindt         | Cooper - Maserati | 33     | Motor            | 8             |       |
| Ret | 11 | Dan Gurney           | Eagle - Weslake   | 24     | Suspensions      | 3             |       |
| Ret | 14 | Bruce McLaren        | McLaren - BRM     | 16     | Pèrdua d'aigua   | 9             |       |
| Ret | 18 | Moises Solana        | Lotus - Ford      | 7      | Encesa           | 7             |       |

## Altres
- Pole: Graham Hill 1' 05. 48

- Volta ràpida: Graham Hill 1' 06. 00 (a la volta 81)